# Clemens Forell
 (juillet 2025).
Motif : absence de sources secondaires centrées sur ce personnage de fiction. Confusion entre la possible notoriété du roman et celle du personnage de fiction
- Archive Wikiwix
- Bing
- Cairn
- DuckDuckGo
- E. Universalis
- Gallica
- Google
- G. Books
- G. News
- G. Scholar
- Persée
- Qwant
- (zh) Baidu
- (ru) Yandex
- (wd) trouver des œuvres sur Wikidata

| 1. | Préciser le motif de la pose du bandeau. | Précisez le motif de la pose du bandeau en utilisant la syntaxe suivante : {{admissibilité à vérifier\|date=juillet 2025\|motif=remplacez ce texte par le motif}}                   |
| 2. | Informer les utilisateurs concernés.     | Pensez à avertir le créateur de l'article, par exemple, en insérant le code ci-dessous sur sa page de discussion : {{subst:avertissement admissibilité à vérifier\|Clemens Forell}} |

Clemens Forell est le personnage principal du livre So weit die Füße tragen — en français : Aussi loin que mes pas me portent —, l’histoire d’un prisonnier allemand de la Seconde Guerre mondiale, qui parvient à s’échapper d’un camp du Goulag, en Sibérie, et à gagner l’Iran puis l’Allemagne, après une odyssée de trois ans.

## Un livre d'une véracité contestée
L’auteur, Josef Martin Bauer, affirma avoir interviewé le véritable évadé en 1955, ce dernier souhaitant conserver l'anonymat par peur de représailles. C'est pourquoi Bauer donna le nom de « Clemens Forell » à son personnage, dont le nom véritable était Cornelius Rost.
Sportif de haut niveau, officier de chasseurs alpins de la Wehrmacht, capturé en 1944, « Forell » fut condamné à 25 ans de travaux forcés pour crimes de guerre, sa compagnie ayant gardé des prisonniers soviétiques. Après trois années de travail dans les conditions effroyables d'une mine de plomb du Goulag soviétique, située au cap Dejnev, sur le détroit de Béring, Forell s'évada pendant l'hiver 1949 et mit trois ans à parcourir 11 000 km à travers la Sibérie et l'Asie centrale pour gagner l'Iran par traîneau et par train, mais surtout en marchant. Après avoir été interrogé par la police iranienne, qui craignait d'avoir affaire à un espion soviétique, il fut identifié par un oncle. Il rentra chez lui, à Munich, en décembre 1952.
So weit die Füße tragen fut un succès de librairie, traduit en plusieurs langues. Une série télévisée produite en 1959 en Allemagne connut également un grand succès. En 2001, l'histoire de « Clemens Forell » fut le sujet d’un film, réalisé par Hardy Martins, dans lequel fut rajouté un duel entre Forell et un officier soviétique lancé à sa poursuite. Le film se termine par un spectaculaire affrontement sur un pont, à la frontière iranienne.
Des journalistes tentèrent de retrouver le véritable évadé, qui décéda en 1983, mais ne voulut jamais paraître au grand jour par peur de représailles du KGB.
Des recherches étendues, condensées en 2010 par le journaliste Arthur Dittlmann dans une émission de trois heures pour la radio bavaroise, ont jeté de sérieux doutes sur l'authenticité des évènements rapportés par Rost. Ainsi, contrairement à ce que prétend le livre, il n'y a jamais eu de camp de prisonniers de guerre au cap Dejnev, le point le plus oriental de la Sibérie et Rost n'était pas officier de la Wehrmacht. De même, la Croix-Rouge allemande à Munich n'a jamais reçu de demande sur sa localisation, ce qui est anormal pour une détention de dix ans. Rost a été libéré d'un camp russe de prisonniers de guerre le 28 octobre 1947, soit environ deux ans avant sa prétendue évasion de 1949-1952. Entre autres erreurs, la rue principale de Moscou empruntée par Rost et ses compagnons au début du livre est appelée par lui perspective Nevski alors que la rue de ce nom est l'artère principale de Saint-Pétersbourg.

## Éditions
- Aussi loin que mes pas me portent : La Traversée de l'Asie d'un fugitif allemand évadé du Goulag, 1949-1952, éditions Phébus, 2004.  (ISBN 2-85940-995-5)